# ألفرد لوسون
ألفرد لوسون (25 ديسمبر 1912 في نيوزيلندا - 22 نوفمبر 1974 في نيوزيلندا) (بالإنجليزية: Alfred Lawson)‏ هو لاعب كريكت نيوزلندي.

## وصلات خارجية
- ألفرد لوسون على موقع إي آس بي آن كريك إنفو (الإنجليزية)